# Aeropuerto MidAmerica
El Aeropuerto MidAmerica (IATA: BLV, OACI: KBLV) es un aeropuerto que atiende a San Luis, Misuri, Estados Unidos. Es conectado por una calle de rodaje a la Base Aérea Scott. El aeropuerto está ubicado en Mascoutah, Illinois,  14 millas (23 km) al este de Belleville y 26 millas (42 km) al este de San Luis.
El aeropuerto se abrió a principios de 1997 como un segundo aeropuerto comercial para San Luis. Pero desde entonces ha recibido pocos vuelos, y actualmente es conectado a sólo tres destinos por una aerolínea, Allegiant Air. Por esto el aeropuerto es conocido como un «elefante blanco» de la Junta del Condado de St. Clair, Illinois.

## Historia

### 1997–2008
Durante los años 1990, el Aeropuerto Internacional Lambert, el aeropuerto principal sirviendo a San Luis, estaba congestionado. Trans World Airlines operaba su centro de conexión más grande en el aeropuerto, y el aeropuerto no tenía espacio para expansión. Para reducir la congestión allí, la Junta del Condado de St. Clair decidió construir otro aeropuerto para la ciudad.
La construcción de este aeropuerto costó 313 millones de dólares. El condado pagó 30 millones y el gobierno de Illinois y el gobierno federal pagaron el resto.
El aeropuerto MidAmerica fue inaugurado el 31 de enero de 1997, a pesar de que ninguna aerolínea planeaba volar al aeropuerto. En enero de 1998, Tim Brokaw habló de esto en la serie «Fleecing of America» (La Estafa de los EE. UU.) de NBC News, llamando la atención nacional sobre el aeropuerto.
En agosto de 2000, Pan Am se convirtió en la primera aerolínea en volar al aeropuerto MidAmerica. La aerolínea voló de Chicago y Orlando al aeropuerto. Pero solo un año más tarde en diciembre de 2001, Pan Am suspendió sus vuelos debido a una falta de ventas de billetes. Después de la salida de Pan Am, muchas aerolíneas —Great Plains Airlines, TransMeridian Airlines y Allegiant Air— comenzaron vuelos al aeropuerto, pero a la larga todas los suspendieron.
Finalmente ya no había necesidad del aeropuerto. La congestión en el aeropuerto internacional Lambert disminuyó significativamente cuando Trans World Airlines cesó sus operaciones en diciembre de 2001 y la aerolínea con la que se fusionó, American Airlines, redujo sus vuelos y cerró su centro de conexión en el aeropuerto. Además, la capacidad del aeropuerto Lambert fue aumentada con la apertura de otra pista en 2006.

### 2009–presente
Entre finales de 2009 y agosto de 2010, una aerolínea de carga transportaba flores de Colombia y Perú al aeropuerto MidAmerica. El Condado de St. Clair gastó 2,68 millones de dólares para subvencionar los vuelos.
En agosto de 2010, la compañía aeroespacial Boeing anunció que iba a abrir una instalación pequeña de fabricación en el aeropuerto MidAmerica. La instalación es de 4645 m² (50 000 pies cuadrados) en tamaño y ha llevado aproximadamente 75 trabajos a Illinois.
En junio de 2012, la empresa de alimentos North Bay Produce abrió un almacén refrigerado en el aeropuerto. La empresa y el aeropuerto juntos pagaron 5,7 millones de dólares para construir el almacén, que tiene un tamaño de 3386 m² (36 448 pies cuadrados). En noviembre de 2012 North Bay Produce empezó a recibir envíos aéreos. Un envío de 113.400 kg (250 000 libras) de arándanos azules en diciembre de 2013 fue el envío aéreo internacional más grande al aeropuerto MidAmerica.
En noviembre de 2012, Allegiant Air reanudó vuelos desde Orlando al aeropuerto MidAmerica. La aerolínea reanudó vuelos a Las Vegas en noviembre de 2015.

## Instalaciones
La terminal de pasajeros tiene un tamaño de 4645 m² (50 000 pies cuadrados) y puede recibir 400 000 pasajeros por año. También hay un área de almacenaje de combustible y una estación de bomberos.
North Bay Produce opera un almacén refrigerado para alimentos, y Boeing tiene un centro pequeño de fabricación.

## Aerolíneas y destinos
| Aerolíneas    | Destinos |
| ------------- | --- |
| Allegiant Air | Las Vegas, Orlando/Sanford, Punta Gorda/Fort Myers, San Petersburgo/Clearwater Estacional: Fort Walton Beach |